# Zentralny rajon (Sankt Petersburg)
Der Zentralny rajon (russisch Центральный район, wiss. Transliteration Central'nyj rajon) ist ein Stadtbezirk von Sankt Petersburg.

## Geschichte
Der Bezirk wurde am 11. März 1994 gebildet.

## Geographie
Das Gebiet des Bezirks wird von Osten nach Westen vom Fluss Moika, dem Gribojedow-Kanal, dem Fluss Fontanka und dem Obwodny-Kanal durchzogen. Der Bereich zwischen der Großen Newa und der Fontanka gehört zum historischen Kern St. Petersburgs, dessen Grundriss vor allem in der ersten Hälfte des 18. Jahrhunderts entstand. Der Bezirk wird im Norden durch die Große Newa und im Nordosten durch die Newa begrenzt. Die südliche Grenze verläuft entlang des Obwodny-Kanals. Die westliche Grenze verläuft von der Schlossbrücke entlang des Palastplatzes und eines kurzen Stücks des Admiralteiski prospekts Richtung Süden der gesamten Gorochowaja uliza und eines Abschnitts des Sagorodny prospekts zur Swenigorodskaja uliza.
Der Bezirk grenzt im Uhrzeigersinn an folgende andere Stadtbezirke an:
- Nr. 1 Admiralteiski rajon
- Nr. 2 Wassileostrowski rajon
- Nr. 13 Petrogradski rajon
- Nr. 3 Wyborger Rajon
- Nr. 4 Kalininski rajon
- Nr. 7 Kolpinski rajon
- Nr. 12 Newski rajon
- Nr. 17 Frunsenski rajon

## Administrative Gliederung
Innerhalb der Grenzen des Zentralny-Bezirks von St. Petersburg existieren sechs „Innerstädtische Gemeinden“ mit dem Status von Gemeindebezirken, die über eine begrenzte Autonomie verfügen.
| [ 3 ] | [ 4 ] | Flagge | Wappen | Name             | Russisch          | Status             | Einwohner (14. Oktober 2010) |
| ----- | ----- | ------ | ------ | ---------------- | ----------------- | ------------------ | ---------------------------- |
| 1     | 18    |        |        | Zentralny        | Центральный район | Rajon              | 157.897                      |
| 1     | 77    |        |        | Dworzowy okrug   | Дворцовый округ   | Munizipaler Bezirk | 39.164                       |
| 1     | 78    |        |        | Nr. 78           | № 78              | Munizipaler Bezirk | 22.384                       |
| 1     | 79    |        |        | Liteiny okrug    | Литейный округ    | Munizipaler Bezirk | 22.634                       |
| 1     | 80    |        |        | Smolninskoje     | Смольнинское      | Munizipaler Bezirk | 23.322                       |
| 1     | 81    |        |        | Ligowka-Jamskaja | Лиговка-Ямская    | Munizipaler Bezirk | 26.355                       |
| 1     | 82    |        |        | Wladimirski      | Владимирский      | Munizipaler Bezirk | 24.038                       |

## Verkehrsanbindung

### Eisenbahnlinien und Bahnhöfe
Im Bezirk befindet sich der Moskauer Bahnhof.

### U-Bahnlinien und U-Bahnhöfe

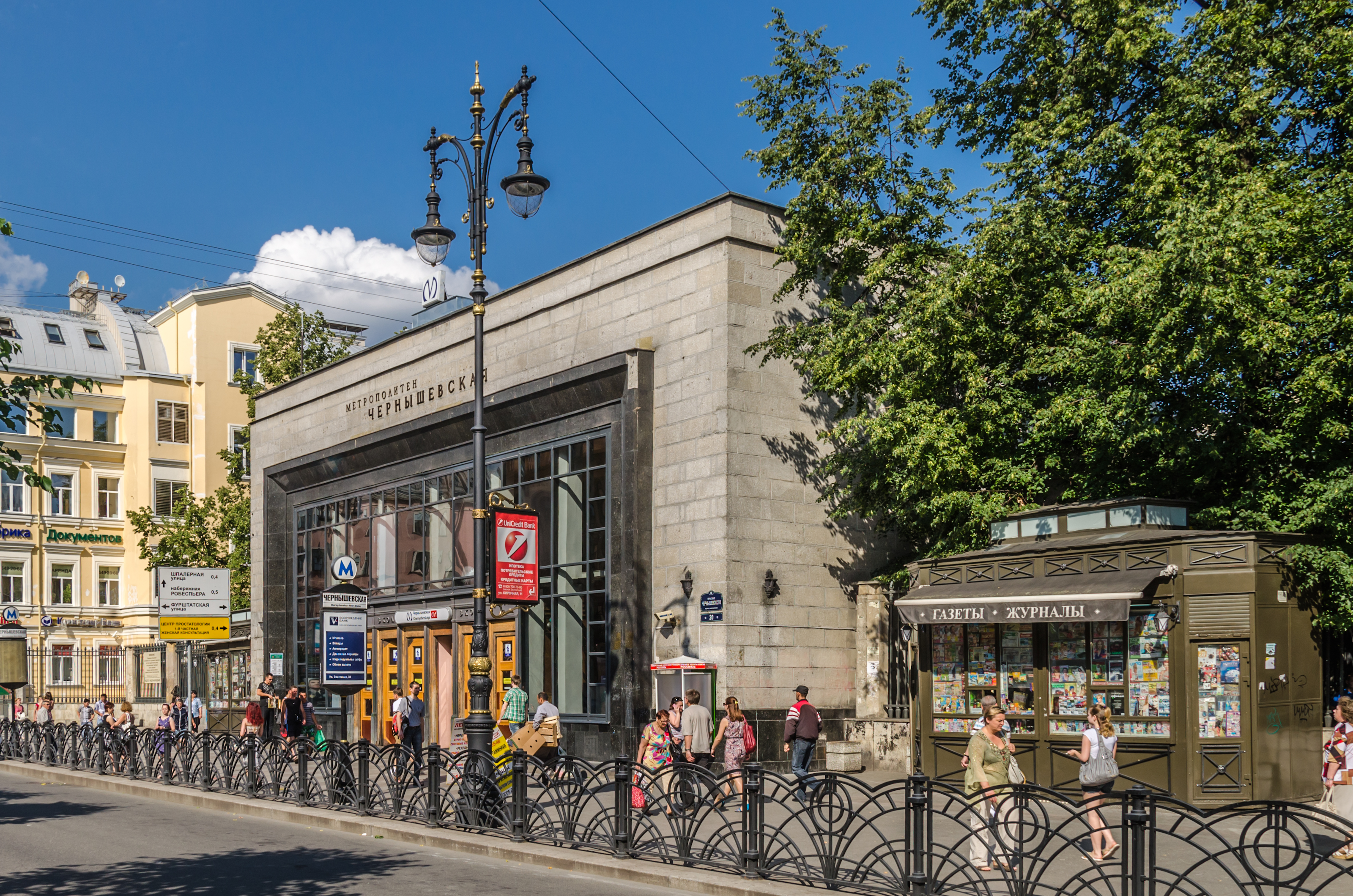
Eingang zur U-Bahnhaltestelle Tschernyschewskaja

Den Bezirk durchqueren die Linie 1, Linie 2, Linie 3, Linie 4 und Linie 5 der Metro Sankt Petersburg. Folgende U-Bahnstationen befinden sich auf dem Gebiet des Bezirks:
- Linie 1
  - Tschernyschewskaja
  - Ploschtschad Wosstanija
  - Wladimirskaja
- Linie 2
  - Newski Prospekt
- Linie 3
  - Gostiny Dwor
  - Majakowskaja
  - Ploschtschad Alexandra Newskowo-1
- Linie 4
  - Dostojewskaja
  - Ligowski prospekt
  - Ploschtschad Alexandra Newskowo-2
- Linie 5
  - Admiralteiskaja

### Hauptverkehrsstraßen
Folgende Hauptverkehrsstraßen ziehen sich durch den Bezirk:
- Newski-Prospekt
- Liteiny prospekt (russisch Литейный проспект, wiss. Transliteration Litejnyj prospekt)
- Sinopskaja nabereschnaja (russisch Синопская набережная, wiss. Transliteration Sinopskaja naberežnaja)
- Ligowski prospekt (russisch Лиговский проспект, wiss. Transliteration Ligovskij prospekt)

Die Anbindung an andere Stadtteile bzw. Autobahnen erfolgt über folgende Straßen und Brücken:
- Verbindung zur Wassiljewski-Insel über die Schlossbrücke
- Verbindung zur Petrograder Seite über die Troizki-Brücke
- Verbindung zur Wyborger Seite über die Liteiny-Brücke
- Verbindung zum Stadtviertel Malaja Ochta (russisch Малая Охта, wiss. Transliteration Malaja Ochta) über die Alexander-Newski-Brücke und Bolscheochtinski-Brücke